# Alpur
Alpur là một thị trấn thống kê (census town) của quận Haora thuộc bang Tây Bengal, Ấn Độ.

## Nhân khẩu
Theo điều tra dân số năm 2001 của Ấn Độ, Alpur có dân số 5644 người. Phái nam chiếm 50% tổng số dân và phái nữ chiếm 50%. Alpur có tỷ lệ 61% biết đọc biết viết, cao hơn tỷ lệ trung bình toàn quốc là 59,5%: tỷ lệ cho phái nam là 67%, và tỷ lệ cho phái nữ là 54%. Tại Alpur, 16% dân số nhỏ hơn 6 tuổi.